# Ben Edwin Perry
Ben Edwin Perry (1892–1968) va ser un professor nord-americà de clàssics a la Universitat d'Illinois a Urbana-Champaign de 1924 a 1960. Va tenir beques Guggenheim els anys 1930-1931 i 1954-1955. Va desenvolupar l' índex Perry .

## La vida
Es va graduar a la Universitat de Michigan ia la Universitat de Princeton.
Va ser autor de Studies in the Text History of the Life and Fables of Aesop (Estudis en la Història dels texts de la vida i Faules d'Isop) i molts altres llibres. La seva Aesopica ("Una sèrie de textos relatius a Esop o atribuïts a ell o estretament connectats amb la tradició literal que porta el seu nom") s'ha convertit en l'edició definitiva de totes les faules que es considera que són d'Esop, amb faules organitzades per la font més antiga coneguda. El seu índex de rondalles ha estat utilitzat com a sistema de referència per autors posteriors.
Els seus arxius es troben a la Universitat d'Illinois.

## Obres
- Studies in the Text History of the Life and Fables of Aesop, Haverford, Pa. : American Philological Association, 1936
- Aesopica, Nova York : Arno Press, 1980.ISBN 9780405133374
- The Ancient Romances: A Literary-Historical Account of Their Origins, Berkeley, University of California Press, 1967.[6]